# Februari 1936
| Deze maand |
| --- |
| - Militaire staatsgreep in Paraguay - Links wint verkiezingen in Spanje - Militaire staatsgreep in Japan mislukt - Pact Frankrijk - Sovjet-Unie |

De volgende gebeurtenissen speelden zich af in februari 1936. Sommige gebeurtenissen kunnen één of meer dagen te laat zijn vermeld doordat ze op de datum staan aangegeven waarop ze in het nieuws kwamen in plaats van de datum waarop ze werkelijk hebben plaatsvonden.
- 1: In Egypte komt een nieuwe, brede regering onder leiding van Ali Mahir Pasha.
- 1: Abessinië meldt een grote overwinning op Italië in Noord-Abessinië, waarbij het leger van generaal Diamanti wordt vernietigd.
- 3: Vanwege hoge en nog steeds oplopende schuld van Duitsland aan Polen op dit gebied, besluit Polen om het spoorverkeer tussen Oost-Pruisen en de rest van Duitsland te beperken.
- 3: De Nederlandse regering stelt voor de crisis-inkomstenbelasting af te schaffen.
- 4: De Duitser Wilhelm Gustloff, leider van de NSDAP in Zwitserland, komt in zijn eigen huis om bij een aanslag. De dader, David Frankfurter, een Joegoslavische jood, meldt zichzelf bij de politie.
- 4: Het Franse parlement verwerpt de huidige situatie wat betreft de verkiezingen, zich daarmee uitsprekend voor een systeem van evenredige vertegenwoordiging.
- 4: De Belgische minister-president Paul van Zeeland spreekt zijn bezorgdheid uit over de internationale situatie en wenst de defensie-uitgaven te verhogen.
- 5: Bij tussentijdse verkiezingen op de Schotse universiteiten wordt Ramsay MacDonald terug in het Lagerhuis gekozen.
- 5: Senator William Edgar Borah stelt zich beschikbaar als Republikeins presidentskandidaat.
- 5: De Japanse regering en leger bespreken de buitenlandse politiek:
  - Steun aan de Chinese regering in de strijd tegen anti-Japanse stromingen in China.
  - Steun aan de autonomistische bewegingen in Noord-China.
  - Grensregeling tussen de Sovjet-Unie en Binnen-Mongolië ter bescherming van Mantsjoekwo.
- 6: Binnen-Mongolië, dat zich onder Teh Wang onafhankelijk had verklaard, neemt de naam Mengjiang aan.
- 6-16: De Olympische Winterspelen 1936 worden gehouden in Garmisch-Partenkirchen. Noorwegen behaalt 7 van de 17 gouden medailles. De Noorse schaatser Ivar Ballangrud is met 3 gouden en 1 zilveren medaille individueel de meest succesvolle sporter.
- 7: Vlaams-nationalistische Kamerleden in België doen een voorstel tot opzegging van het militair akkoord met Frankrijk.
- 7: In Nederland wordt een staatscommissie ingesteld, geleid door minister Jacob Adriaan De Wilde, die een grondwetsherziening gaat voorbereiden.
- 8: In Paraguay worden plannen voor een door de communisten gesteunde staatsgreep ontdekt en verijdeld.
- 8: Johannes Jansen neemt om gezondheidsredenen ontslag als aartsbisschop van Utrecht. Johannes de Jong, zijn coadjutor van de aartsbisschop, volgt hem op.
- 9: De Britse piloot Tommy Rose vliegt in 3 dagen, 17 uur en 38 minuten van Londen naar Kaapstad, en verbetert daarmee het oude record met ruim 13 uur.
- 10: Key Pittman, voorzitter van de commissie van buitenlandse zaken van de Amerikaanse Senaat, stelt dat Japan doelbewust tracht China voor de Verenigde Staten af te sluiten. Hij eiste daarom versterking van marine en luchtmacht.
- 10: In Duitsland worden 150 geestelijken en leden van katholieke organisaties en jeugdvereniging gearresteerd op verdenking van samenzwering ter omverwerping van de nationaalsocialistische staat, waaronder Hendrik Wolker, leider van de katholieke jeugd in Duitsland.
- 11: Johannes Huibers wordt gewijd tot bisschop van Haarlem.
- 11: Via tussentijdse verkiezingen in Ross en Cromarty keert Malcolm McDonald terug naar het Lagerhuis.
- 11: In Nederlands-Indiëwordt een ontwerp-ordonnantie betreffende vrije dagen van werknemers ingediend. Voorstellen:
  - Werknemers moeten minimaal twee vrije zondagen per maand krijgen
  - Werknemers moeten minimaal 52 vrije dagen per jaar krijgen
  - Over alle zondagen waarop gewerkt wordt, moet dubbel loon worden uitbetaald
- 12: In Aix-en-Provence worden drie Kroaten tot levenslange gevangenisstraf veroordeeld wegens medeplichtigheid aan de aanslag op koning Alexander van Joegoslavië. Drie anderen worden bij verstek ter dood veroordeeld.
- 13: Ter versterking van de landsverdediging worden nieuwe kazematten gebouwd bij Ravenstein, Grave, Kampen, Zwolle, Roermond, Bruggenum, Heusden en Westervoort.
- 13: Léon Blum, de leider van de Franse socialisten, het kamerlid Georges Monnet en diens vrouw worden aangevallen door jongeren die de orde handhaven bij de begrafenis van een medewerker van de Action Française. Blum raakt hierbij gewond. In een spoedvergadering van het kabinet wordt hierop de Action Française ontbonden.
- 14: Duitsland zal geen nieuwe rechter kandideren voor het Permanent Hof van Internationale Justitie ter vervanging van Walther Schücking. Reden hiervoor is dat nieuwe benoemingen moeten worden goedgekeurd door de Volkenbond, en Duitsland alle betrekkingen met de Volkenbond afwijst.
- 14: Als represaille voor de moord op Wilhelm Gustloff worden alle uitvoeringen van Joodse cultuurorganisaties in Duitsland tot nader order verboden.
- 14: De Belgische minister-president Paul van Zeeland en de Franse minister van buitenlandse zaken Pierre-Étienne Flandin bespreken de spanningen tussen beide landen.
- 16: Parlementsverkiezingen in Spanje leveren een overwinning op voor de linkse partijen. Met nog 42 van de 472 zetels onverdeeld zijn er 168 zetels voor rechtse partijen, 221 voor linkse partijen en 41 voor partijen in het centrum. Een grootschalige amnestie onder politieke gevangenen wordt afgekondigd.
- 17: Alle Japanners, met uitzondering van officiële diplomaten, wordt het verblijf in Vladivostok ontzegd.
- 17: Een Mansjoekwijnse commissie die grensincidenten onderzoekt, telt 47 incidenten met de Sovjet-Unie en 44 met Mongolië sedert februari 1932. Zij stelt dat de oorzaak ligt in de onnauwkeurigheid van de grensafbakening.
- 18: Naar aanleiding van de verloren verkiezingen treedt het Spaanse kabinet-Valladares af.
- 18: In de Verenigde Staten wordt de Neutraliteitswet uitgebreid:
  - De bestaande wet (een verbod op de export van oorlogsmateriaal aan oorlogvoerende staten) wordt verlengd tot 1 mei 1937
  - Het verstrekken van leningen aan oorlogvoerende staten is verboden
  - Kredieten aan oorlogvoerende staten mogen niet hoger zijn dan in vredestijd gebruikelijk was
- 19: Manuel Azaña vormt een nieuwe regering in Spanje. De regering bestaat uit 9 leden van zijn eigen Izquierda Republicana, 3 van de Republikeinse Unie en de partijloze generaal Carlos Masquelet.
- 20: Het Amerikaans Hooggerechtshof verklaart de verkoop van overtollige elektriciteit van de Tennessee Valley Authority wettig.
- 20: In Zwitserland wordt de landelijke leiding en districtsleiding van de NSDAP verboden.
- 20: In Paraguay vindt een militaire staatsgreep plaats. President Eusebio Ayala wordt tot aftreden gedwongen en kolonel Rafael Franco volgt hem op.
- 20: Amsterdam besluit tot demping van (een deel van) het Rokin.
- 21: Italië boekt een overwinning op Abessinië nabij Amba Aradam.
- 22: Duitsland protesteert tegen het verbod op de NSDAP in Zwitserland.
- 23: Sir Neill Malcolm wordt benoemd tot Hoog Commissaris voor de Duitse Vluchtelingen.
- 24: Bij verkiezingen voor de Japanse Rijksdag lijdt de tot nog toe leidende Seiyukai-partij een nederlaag, en zakt van 289 naar 178 van de 466 zetels. De grote winnaar is Minseito, dat van 119 naar 205 zetels gaat.
- 24: In een conflict betreffende lonen en werktijden in Denemarken gaan de werkgevers uit tot uitsluiting van circa 125.000 werknemers.
- 25: Danzig neemt maatregelen om aan de bezwaren van de Volkenbond dat diverse acties ongrondwettelijk waren tegemoet te komen.
- 26: In Japan komen circa 900 militairen in opstand. Zegelbewaarder admiraal Makoto Saito, generaal Jotaro Watanabe en minister van financiën Korekiyo Takahashi worden gedood.
- 27: De Belgische volksvertegenwoordiging verwerpt een wetsvoorstel ter verlenging van de dienstplicht. Wel aangenomen wordt een wetsvoorstel ter herverdeling van de Kamerzetels op basis van de gewijzigde bevolkingsaantallen.
- 27: Frankrijk en de Sovjet-Unie sluiten een pact. Hierin beloven ze onderlinge bijstand in geval van een aanval.
- 28: De dood gewaande Japanse premier Okada keert in zijn woning terug. Waar de opstandelingen dachten hem gedood te hebben, hadden ze in werkelijkheid zijn zwager kolonel Denzo Matsuo getroffen.
- 28: De Italianen veroveren Amba Aladji.
- 29: Keizer Hirohito roept de Japanse militaire opstandelingen op om naar hun kazernes terug te keren.
- 29: In het Saargebied worden alle niet-nationaalsocialistische jeugdorganisaties ontbonden.
- 29: België bouwt verdedigingswerken bij de overgangen van de Maas tussen Luik en de Franse grens.

en verder:
- In Nederland bestaat bezorgdheid over de aanwezigheid van Duitse troepen in het grensgebied.
- De Vlootconferentie van Londen raakt in een impasse.
- President Franklin Delano Roosevelt doet uitnodigingen uitgaan voor een Pan-Amerikaanse conferentie, te houden in Buenos Aires.
- In Syrië doen zich onlusten voor.
- In Opper-Silezië worden regelmatig Duitsers gearresteerd op verdenking van lidmaatschap van verboden nationaalsocialistische organisaties.
- Op diverse plaatsen wordt gesproken over een mogelijke herverdeling van koloniën ten gunste van Duitsland en Italië.
- Het dorp Wieringerwerf krijgt zijn eerste bewoners.

<< · januari · februari · maart · april · mei · juni · juli · augustus · september · oktober · november · december · >>